# 헛리버 공국
헛리버 공국(영어: Principality of Hutt River)은 1970년부터 2020년까지 오스트레일리아 웨스턴오스트레일리아주에 존재했던 마이크로네이션이다. 퍼스에서 북쪽으로 517km 정도 떨어진 곳에 위치한다. 공국의 이름은 공국을 지나는 헛강(Hutt River)에서 유래된 이름이다.

## 개요
1970년 레너드 캐슬리(Leonard Casley)는 밀 생산량을 둘러싼 웨스턴오스트레일리아 주 정부와의 분쟁에 시달렸다. 당시 캐슬리가 소유하고 있던 밀 농장은 약 4,000㏊에 달했으며 밀 수확을 앞둔 시점에서 잦은 분쟁이 일어났다고 한다. 1970년 4월 21일 캐슬리는 오스트레일리아로부터 독립을 선언했으며 자신을 레너드 1세(Leonard I) 공(公)임을 선언하였다.
1980년대 초반에는 스스로를 왕국이라 자처한 적도 있었지만 다시 공국의 형태로 돌아왔다. 전체 인구는 50명(해외에 있는 시민권자 수는 13,000명에서 18,000명)이며 면적은 75km2이다. 헛리버 공국에서는 자체 발행한 통화인 헛리버 달러(Hutt River Dollar)가 통용되고 있다.
현재 헛리버 공국은 2020년 1월 30일 부로 국경을 폐쇄했다.
그리고, 2020년 8월 3일, 오스트레일리아 연방으로 재가입을 선언하면서 헛리버 공국이 소멸하였다.

## 역사
헛리버 공국을 세운 레너드 캐슬리(Leonard Casley, 1925년 8월 28일 ~ 2019년 2월 13일)는 웨스턴오스트레일리아 주 캘굴리 출신이다. 그의 아버지는 철도 회사인 코먼웰스 레일웨이(Commonwealth Railways)에서 엔진 화부(stoker)로 근무하였다. 14세 때 학교를 그만두고 선박 회사에서 일했으며, 이후 변호사로 활동했다. 1950년부터 오스트레일리아 서부에서 농장을 꾸려 살아 왔다. 밀 수확을 앞둔 1969년 11월, 오스트레일리아 정부는 폭락한 밀값을 상승시키기 위해 이른바 '밀 쿼터제'를 도입했다. 이는 정부에서 할당 받은 양 만큼만 판매하도록 하는 것이다. 당시 캐슬리의 농장은 46t을 할당받았다.
하지만, 캐슬리가 소유하고 있던 농장은 약 4,000㏊에 달했으며, 정부로부터 할당받은 양 또한 생산량의 500분의 1로, 훨씬 못 미치는 수준이었다. 거기에다가 은행 빚으로 인해 파산위기에 놓이면서, 그는 절망에 빠지게 된다. 이후 그는 정부하고 잦은 마찰을 빚게 되었다. 법안 통과 직전 캐슬리는 자신의 부당함을 알리며 법안에 강력히 반대했으나, 그 법안은 고로 통과되었다. 어느 날 한 의원을 찾아갔는데, 그 의원이 "당신은 오스트레일리아 사람이다. 오스트레일리아 시민이라면 당연히 이 법을 지켜야 하지 않겠는가?"고 말했다고 한다.
어느 날, 캐슬리는 이 말을 떠올렸는데, 여기서 반대로 생각해서 오스트레일리아 사람이 아니면 따를 필요가 없음을 생각하게 된다. 이후 1970년 4월 21일 '헛리버 왕국'의 건국과 함께 오스트레일리아에서 독립했음을 선언했다. 이후 당시 오스트레일리아 총리였던 존 고턴에게 독립을 선언한다는 내용의 문서를 보냈는데, 당시 정부가 이를 무시하고 독립을 인정하지 않자 계속 보냈다. 이듬해인 1971년 윌리엄 맥마흔이 오스트레일리아의 새 총리로 취임했지만, 새 정부도 헛리버 왕국을 인정하지 않았다.
캐슬리는 돌연 자신을 왕에서 왕자로, 부인 셜리를 왕비에서 공주로 직위를 낮추고, 이후 헛리버 왕국에서 공국으로 지위를 낮추었다. 그리고 며칠 뒤 정부에 "당신이 우리(헛리버 공국)의 독립을 승인하지 않고 이렇게 위협하면 반역죄로 처벌할 수 있다."라는 내용이 담긴 한 장의 문서를 전달하게 된다.
그가 최후로 꺼내든 수는 다름 아닌 영국의 《1495년 반역법(Treason Act 1495)》이었다. 이는 영국 군주 또는 영국 연방 국가의 일정 직위에 있는 사람에게 위협을 가한 사람을 처벌할 수 있는 조항인데, 변호사 출신으로 법률에 능통했던 그는 오스트레일리아가 영국 연방 국가라는 사실을 이용했다. 이후 엘리자베스 2세 영국 여왕에게 헛리버 공국이 영국 연방에 속한 국가임을 선언했으며, 영국과의 외교 마찰을 우려한 오스트레일리아 정부는 1972년 어쩔 수 없이 헛리버 공국의 독립을 인정하게 된다. 원래는 헛리버 왕국의 왕이었으나, 대공으로 직위를 내렸다. 즉위 이후 헌법을 개정하고, 독자적인 우표, 화폐, 비자 제도를 만들었으며, 자식과 손주, 증손주 등 50여 명의 가족을 공국의 국민으로 선언했다. 헛리버 공국은 원하는 사람에 한해서 관광객들에게 시민권을 발급하고 있는데, 그 수만 무려 2만여 명에 달한다. 7명의 자녀와 20명의 손주, 32명의 증손주가 있다. 부인은 헛리버 공국의 공주 셜리 캐슬리(Shirley Casley)이며, 2013년 7월 7일 사망했으며 6년 후인 2019년 2월 13일에 레너드 1세가 향년 93세의 나이로 별세했다.
초대 공작은 레너드 1세가 1970년 4월 21일부터 2017년 2월 11일까지 재위했으며, 그레미 1세가 공작직을 물려받았다

### 멸망
초대 공작인 레너드가 세상을 떠난 후, 현재 헛리버 공국은 호주 국세청과 소득세 분쟁에 휘말리고 있었다. 그리고, 2010년 이후, 농작물과 관광 수입이 감소되어 아주 어려움에 빠졌었다고 한다.

헛리버 공국은 2020년 1월 30일, 국경이 폐쇄되었고, 결국 2020년 8월 3일부로 공국은 해체를 선언하였으며, 공국의 땅은 50년간 미납된 세금을 납부하기 위해 매각될 것이라고 전해지고 있다.